# Bombardero TIE
En el universo Star Wars, el bombardero TIE puede configurarse para transportar diversos tipos de armas: misiles de impacto, torpedos de protones, detonadores de caída libre, minas, despliegue de boyas, bombas de impacto, proyectiles de pulso magnético, etc. Todo esto le convierte en una de las armas más letales del arsenal Imperial. En su contra: se trata del más lento y menos maniobrable de los modelos TIE. 
Estos vehículos carecen de maniobrabilidad sin embargo poseen gran capacidad de transporte de armas lo que le provee de gran poder de fuego especialmente para misiones de destrucción. Solo son de soporte y generalmente tienen que ir escoltados por otros cazas de menor envergadura como los TIE fighter u otros dotados de versatilidad como el TIE Interceptor, debido a su pobre nivel defensivo (solo dos cañones láser y carencia de escudos como el TIE Fighter) depende de ellos para suplir 
estas carencias.
- Datos: Q19897